# Dalcrozeritmiek

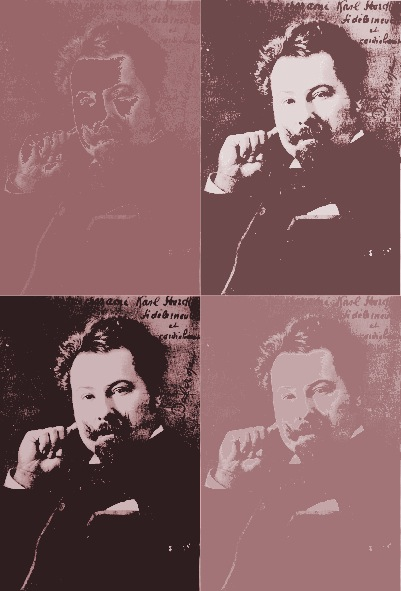
Émile Jaques-Dalcroze

Dalcrozeritmiek, ook wel dalcroze-euritmie, is een vorm van muziekeducatie, ontworpen door de Zwitserse componist en muziekpedagoog Émile Jaques-Dalcroze (1865-1950). In de benadering wordt elk muzikaal concept aangeleerd en ervaren via beweging. Drie muzikale componenten staat centraal: ritmiek, solfège, improvisatie. Het voornaamste doel, zoals geformuleerd door Jaques-Dalcroze zelf, is het ontwikkelen van de muzikaliteit in brede zin.

## Émile Jaques-Dalcroze en het ontstaan van dalcrozeritmiek
Nadat Jaques-Dalcroze zijn studies bij onder andere Anton Bruckner afsloot, werd hij in 1892 aangesteld als docent harmonieleer en notenleer aan het Conservatorium te Genève. Het was voornamelijk in de lessen harmonieleer dat hij de tekorten van zijn studenten opmerkte: hun innerlijk gehoor was amper ontwikkeld en ook hun muzikaliteit stond op een laag pitje. Jaques-Dalcroze ging bijgevolg op zoek naar oefeningen om het innerlijk gehoor en de muzikaliteit aan te scherpen, maar stelde al snel vast dat deze niet voorhanden waren. Hij constateerde dat de meeste muzikale trainingen veelal de nadruk legden op de cognitieve ontwikkeling van de studenten en hierdoor geen ruimte lieten om de muziek te voelen en te beleven. Dit was de aanleiding voor Jaques-Dalcroze om zelf aan de slag te gaan en oefeningen te ontwerpen die het gehoor en de muzikaliteit van de studenten zouden ontwikkelen.

## Gymnastique Rythmique
De eerste stap die Jaques-Dalcroze ondernam, was het observeren van zijn studenten tijdens het beluisteren of spelen van muziek. Het viel hem op dat ze de muziek instinctief beantwoordden met bewegingen zoals het tikken met de voet of het zacht knikken met het hoofd. Het was omwille van deze observaties dat Jaques-Dalcroze de vaststelling kon maken: de studenten zelf waren de instrumenten geworden. In 1898 beschreef hij zijn grootste hoop, waar hij echter nog niet in durfde geloven: Je me prends à rêver d’une éducation musical dans laquelle le corps jouerait lui-même le rôle d’intermédiaire entre les sons et notre pensée, et deviendrait l’instrument direct de nos sentiments.
Voor het ontwerpen van de eerste ritmische oefeningen nam Jaques-Dalcroze het meest natuurlijke en controleerbare ritme van de mens als uitgangspunt: stappen. Vanuit deze basis ontwikkelde hij een eerste vorm van training in en door ritme.
Zowel in Lausanne als in Aarau, Zwitserland, werd in 1902 een conferentie gehouden om de oefeningen en ideeën van Jaques-Dalcroze voor te stellen. Met de goedkeuring van het comité, gaf de directeur van het conservatorium te Genève Jaques-Dalcroze de toestemming om zijn ideeën voor het eerst in praktijk om te zetten en de eerste versie van dalcrozeritmiek was geboren: gymnastique rythmique. In de jaren die hierop volgden, was Jaques-Dalcrozes voornaamste doel het ontwerpen van oefeningen en het demonstreren van gymnastique rythmique in heel Europa. Zijn benadering werd goed onthaald door het publiek en hij schreef zijn eerste uiteenzetting Méthode Jaques-Dalcroze, gepubliceerd in 1906, dan ook naar aanleiding van dat succes.
Te beginnen met het Jaques-Dalcroze Institute te Hellerau doken in heel Europa en later ook in Azië en Amerika, officiële scholen op waar gediplomeerde leraren of docenten de leer van Jaques-Dalcroze onderwezen. In 1928 werd gymnastique rythmique zelfs geïntegreerd in de leerplannen van het lager onderwijs te Genève en bijgevolg breidde hij zijn benadering uit met oefeningen voor jonge kinderen én voor de lerarenopleiding, zodat het vak op een kwaliteitsvolle manier kon aangeleerd worden in het basisonderwijs.
In de eerste ontwikkelingsfase van zijn benadering, had Jaques-Dalcroze zelf voor de naam gymnastique rythmique gekozen, omdat het voornamelijk op een training in en door ritme wees. Omwille van de uitbreiding, het toevoegen van de onderdelen solfège en improvisatie, omvatte de naam slechts een deel van de benadering meer en introduceerde John Harvey, docent aan de University of Birmingham, de naam eurhythmics. Hoewel deze naam de hele lading dekt, kan er toch enige verwarring ontstaan met euritmie, een expressieve bewegingskunst of –therapie, ontwikkeld door Rudolf Steiner.

### Drie luiken: ritmiek, solfège en improvisatie
Dalcrozeritmiek bestaat uit drie samenhangende studiedomeinen, door Jaques-Dalcroze benoemd als ritmiek, solfège en improvisatie.
- Ritmiek focust op het ontwikkelen van ritme, structuur en muzikale expressie via beweging. De studie van ritmiek beoogt het gevoel voor ritme en de auditieve perceptie ervan te bevorderen. Dit proces voltrekt zich via een training van het spier- en zenuwstelsel, alsook via een specifieke auditieve vorming.
- Solfège ontwikkelt het (innerlijk) gehoor via vocale oefeningen, solmisatie en beweging. Jaques-Dalcroze merkte op dat het gehoor versterkt wordt door de interactie tussen fysieke en auditieve activiteiten. Solfège vormt het gevoel voor toonhoogte, de relatie tussen de tonen en de capaciteit om verschillende toonkwaliteiten te onderscheiden.
- Improvisatie ten slotte richt zich op het begrijpen van een muzikale vorm en betekenis via een spontane en muzikale creatie met de stem, het lichaam en/of muziekinstrumenten. In het voorwoord van La Rythmique (1916) stelt Jaques-Dalcroze dat de vaardigheid om op piano te kunnen improviseren een onmisbaar aspect is voor de Eurhythmics leraar. Zowel het vertalen van bewegingen in een improvisatie op de piano als vice versa staan hierbij centraal.

## Doelstellingen
Dalcrozeritmiek kan omschreven worden als een pedagogisch kader dat praktische richtlijnen aanbiedt voor het verwerven van eigenschappen die essentieel zijn voor een muzikant (Juntunen, 2010). Zodoende is het belangrijk dat dalcrozeritmiek-leerkrachten enerzijds de traditionele benadering van Jaques-Dalcroze opvolgen en anderzijds hun onderwijs aanpassen aan de huidige behoeftes van hun leerlingen of studenten (Hellqvist, s.d.). Het uitgangspunt van de benadering, zowel voor kinderen als volwassenen, is het aanwakkeren van het verlangen om zelf muziek te maken en/of om muzikaal gevoel te ontwikkelen. Op lange termijn kan de benadering dus de instrumentale studie of de professionele muziekstudies complementeren (Hellqvist, 2010). Dalcrozeritmiek streeft hoofdzakelijk drie doelen na, omschreven door Jaques-Dalcroze als (1) de ontwikkeling van het muzikale gevoel in het hele organisme, (2) de vorming van orde en balans na het inoefenen van alle motorische vaardigheden, en (3) het opwekken en de ontplooiing van creativiteit (Dutoit-Carlier, 1965).